# Aéroport du Pas
L'aéroport du Pas est un aéroport situé au Manitoba, au Canada desservant la ville du Pas.

## Lignes aériennes et destinations
| Ligne aérienne | Destinations        |
| -------------- | ------------------- |
| Calm Air       | Flin Flon, Winnipeg |